# Loculla
Loculla là một chi nhện trong họ Lycosidae.